# SN 2006qw
SN 2006qw – supernowa typu Ia odkryta 21 października 2006 roku w galaktyce A030846+1856. Jej maksymalna jasność wynosiła 17,86m.